# Шах Джахан IV
Шах Джахан IV (1749—1790) — 17-й падишах з династії Великих Моголів, що номінально правив з 29 серпня до 16 жовтня 1788 року.

## Життєпис
При народженні отримав ім'я Бідар Бахту. Був сином падишаха Ахмад-шаха Бахадура. Після його загибелі у 1754 році не відігравав якоїсь ролі, знаходився під домашнім арештом. У 1788 році у зв'язку захопленням Делі афганцями та поваленням падишаха Шах Алама II був оголошений новим правителем.
Прийняв ім'я шах Джахан. Втім влада перебувала в афганського ватажка Гулям Кабира, який фактично керував залишками імперії. разом з тим шах Джахан допоміг скинутому Шах Аламу не вмерти, надсилаючи тому їжу та воду. 16 жовтня того ж року вірні Шах Аламові сили разом з маратхами захопили Делі та вигнали афганців. Шах Джахана було скинуто з трону, а у 1790 році за наказом повернутого до влади Шах Алама колишнього падишаха було вбито.